# Налбах
Налбах (њем. Nalbach) општина је у њемачкој савезној држави Сарланд. Једно је од 13 општинских средишта округа Сарлуис. Према процјени из 2010. у општини је живјело 9.377 становника. Посједује регионалну шифру (AGS) 10044113.

## Географски и демографски подаци
Налбах се налази у савезној држави Сарланд у округу Сарлуис. Општина се налази на надморској висини од 189–413 метара. Површина општине износи 22,4 km². У самом мјесту је, према процјени из 2010. године, живјело 9.377 становника. Просјечна густина становништва износи 418 становника/km².